# Koninkrijk Slavonië

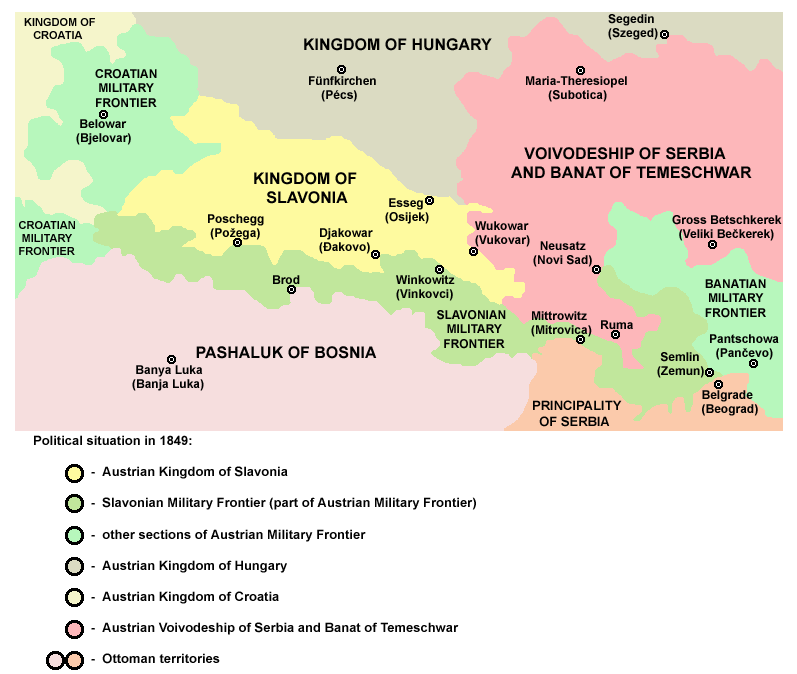
Koninkrijk Slavonië in 1849

Het Koninkrijk Slavonië was een provincie van de Habsburgse monarchie in de 18de en 19de eeuw als onderdeel van de landen van de Heilige Hongaarse Stefanskroon. De provincie omvatte noordelijke delen van het hedendaagse Slavonië maar ook delen uit Kroatië, Syrmië en Servië. Het zuidelijke deel van de regio was een deel van de Habsburgse Militaire Grens.

## Geschiedenis
Het Koninkrijk Slavonië werd gevormd in 1699 toen het de jure onafhankelijk werd van het Ottomaanse Rijk, maar de facto onder gedeeld  militair en civiel bestuur  van de Habsburgse monarchie stond. Het ontstond met de Vrede van Karlowitz na de Grote Turkse Oorlog. Vanaf 1745 was het koninkrijk ook juridisch onderdeel van zowel het Koninkrijk Kroatië als het Koninkrijk Hongarije. In 1867 werd het koninkrijk onderdeel van de Hongaarse Stefanuskroon  en sinds 1804 was het een  kroonland binnen het Keizerrijk Oostenrijk.  Na 1849 werden zowel het koninkrijk Slavonië als Kroatië als twee verschillende kroonlanden beschouwd. In 1868 werden beide landen in het kader van de Hongaars-Kroatische Ausgleich verenigd in het Koninkrijk Kroatië en Slavonië. Hoewel het onder de Heilige Stefanskroon viel had het koninkrijk toch een zelfbestuur tot op zekere hoogte.

## Bevolking
Volgens de Oostenrijkse census van 1790 woonden er in het koninkrijk 131.000 Serviërs (46,8 %), 128.000 Kroaten (45,7%), 19.000 Hongaren (6,8 %) en 200 Duitsers (0,7%). Het aantal Serviërs is toe te schrijven aan Syrmië dat tegenwoordig in Vojvodina ligt. 